# Ambassade de France au Népal
L'ambassade de France au Népal est la représentation diplomatique de la République française auprès de la république démocratique fédérale du Népal. Elle est située à Katmandou, la capitale du pays, et son ambassadrice est, depuis le 15 août 2024, Virginie Corteval (d).

## Ambassade
L'ambassade est située route Lazimpat, à Katmandou, près de l'ancien palais royal (en). La section consulaire se trouve en Inde à New Delhi depuis 2014.

## Histoire
À la suite du violent séisme au Népal le 25 avril 2015, les survivants français critiquent la gestion d'urgence de l'ambassade lors du tremblement de terre. L'ambassade a notamment refusé d'accueillir des ressortissants français en détresse, contraints de rejoindre l'ambassade du Royaume-Uni, qui les a accueillis temporairement.

## Ambassadeurs de France au Népal
| De              | À           | Ambassadeur            |
| --------------- | ----------- | ---------------------- |
| 1949            | 1952        | Daniel Levi            |
| 1952            | 1961        | Stanislas Ostrorog     |
| 1961            | 1965        | Jean-Paul Garnier      |
| 1965            | 1967        | Jean Daridan           |
| 1967            | 1971        | Jean Français          |
| 1971            | 1975        | François Toussaint     |
| 1975            | 1977        | Frédéric Max           |
| 1977            | 1980        | François de Testa      |
| 1980            | 1984        | Francis de Noyelle     |
| 1984            | 1985        | Lionel de Warren       |
| 24 octobre 1985 | 30 mai 1990 | Roland Barraux         |
| 30 mai 1990     | 1993        | Michel Galas           |
| 1993            | 1996        | Daniel Dupont (d)      |
| 1996            | 2000        | Michel Lummaux         |
| 2000            | 2004        | Claude Ambrosini       |
| 2004            | 2007        | Michel Jolivet         |
| 2007            | 2010        | Gilles-Henry Garault   |
| 2010            | 2013        | Jean-Charles Demarquis |
| 2013            | 2016        | Martine Bassereau      |
| 2016            | 2018        | Yves Carmona           |
| 2018            | 2021        | François-Xavier Léger  |
| 2021            | 2024        | Gilles Bourbao         |
| 2024            | auj.        | Virginie Corteval (d)  |

## Relations diplomatiques
Les relations diplomatiques entre la France et le Népal datent du 20 avril 1949, avec la nomination du premier ambassadeur de France, alors en résidence à New Delhi. Les relations politiques entre les deux pays sont, elles, beaucoup plus anciennes. Dès le XVIIe siècle, des commerçants français avaient découvert l'existence de cette région, ensuite suivis par le périple de deux pères jésuites, l'un belge, Albert Dorville, l'autre, autrichien, Johann Grüber qui le traversèrent, voyageant de Lhassa, au Tibet, à Agra, en Inde. Peu de Français purent, ultérieurement, accéder à ce pays montagneux, hormis quelques religieux et, durant la Révolution française, des officiers d'artillerie recrutés en Inde aux fins d'apporter leur savoir militaire. Les relations officielles entre Paris et Katmandou datent de 1850, lorsque le Premier ministre Jang Bahadur rendit visite au futur Napoléon III, en grand costume d'apparat qui fit grand bruit dans la capitale française. Mais les premiers Népalais à fouler le sol français furent ensuite les régiments Gurkhas, qui, en 1914, vinrent courageusement prêter main-forte contre les troupes allemandes. Ensuite, en 1950, une expédition française, menée par Maurice Herzog, conquit pour la première fois l'Annapurna. Il faudra attendre juin 1967 pour voir l'ouverture d'ambassades résidentes dans les deux pays, après la visite du roi Mahendra auprès du Général de Gaulle.

## Consulat

### Communauté française
Au 31 décembre 2016, 225 Français sont inscrits sur le registre consulaire au Népal.
| 2001 | 2002 | 2003 | 2004 |
| ---- | ---- | ---- | ---- |
| 199  | 178  | 161  | 174  |

| 2005 | 2006 | 2007 | 2008 |
| ---- | ---- | ---- | ---- |
| 201  | 184  | 189  | 186  |

| 2009 | 2010 | 2011 | 2012 |
| ---- | ---- | ---- | ---- |
| 220  | 233  | 218  | 239  |

| 2013 | 2014 | 2015 | 2016 |
| ---- | ---- | ---- | ---- |
| 248  | 248  | 212  | 225  |

### Circonscriptions électorales
Depuis la loi du 22 juillet 2013 réformant la représentation des Français établis hors de France avec la mise en place de conseils consulaires au sein des missions diplomatiques, les ressortissants français d'une circonscription recouvrant le Bangladesh, l'Inde (1re circonscription), le Népal et le Sri Lanka élisent pour six ans quatre conseillers consulaires. Ces derniers ont trois rôles : 
1. ils sont des élus de proximité pour les Français de l'étranger ;
2. ils appartiennent à l'une des quinze circonscriptions qui élisent en leur sein les membres de l'Assemblée des Français de l'étranger ;
3. ils intègrent le collège électoral qui élit les sénateurs représentant les Français établis hors de France.

Pour l'élection à l'Assemblée des Français de l'étranger, le Népal appartenait jusqu'en 2014 à la circonscription électorale de New Delhi, comprenant aussi l'Afghanistan, le Bangladesh, l'Inde (sauf Pondichéry), l'Iran, les Maldives, le Pakistan et le Sri Lanka, et pourvoyant deux sièges. Le Népal appartient désormais à la circonscription électorale « Asie-Océanie » dont le chef-lieu est Hong Kong et qui désigne neuf de ses 59 conseillers consulaires pour siéger parmi les 90 membres de l'Assemblée des Français de l'étranger.
Pour l'élection des députés des Français de l’étranger, le Népal dépend de la 11e circonscription.